# 罗讷河畔阿拉斯
罗讷河畔阿拉斯（法語：Arras-sur-Rhône，發音：[aʁas syʁ ʁon]）是法国阿尔代什省的一个市镇，属于罗讷河畔图尔农区。

## 地理
罗讷河畔阿拉斯（45°8'30"N, 4°48'26"E）面积5.89 平方千米，位于法国奥弗涅-罗讷-阿尔卑斯大区阿尔代什省，该省份为法国东南部内陆省份，北起顺时针与卢瓦尔省、伊泽尔省、德龙省、沃克吕兹省、加尔省、洛泽尔省和上盧瓦爾省接壤。
与罗讷河畔阿拉斯接壤的市镇（或旧市镇、城区）包括：埃克拉桑、奥宗、塞谢拉、维永、罗讷河畔塞尔沃。
罗讷河畔阿拉斯的时区为UTC+01:00、UTC+02:00（夏令时）。

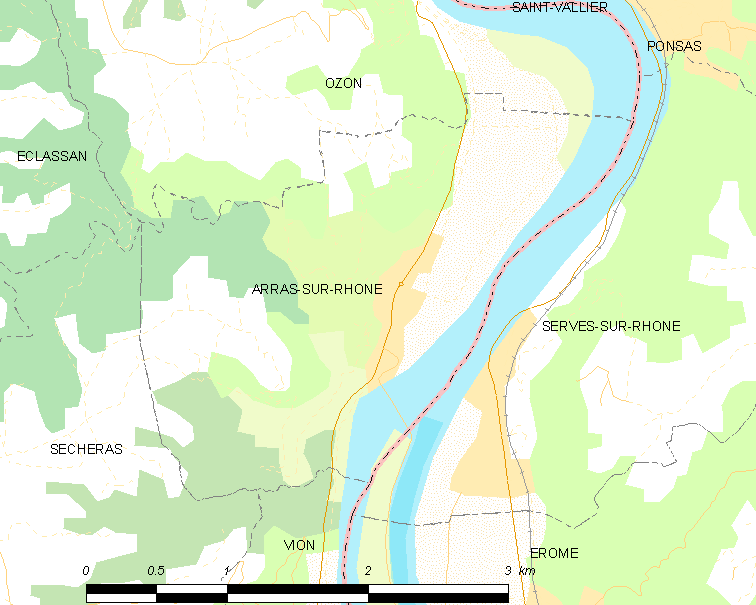
罗讷河畔阿拉斯的OSM定位图

## 行政
罗讷河畔阿拉斯的邮政编码为07370，INSEE市镇编码为07015。

## 政治
罗讷河畔阿拉斯所属的省级选区为萨拉县。

## 人口

1962-2008年间罗讷河畔阿拉斯人口变化图示

罗讷河畔阿拉斯于2022年1月1日时的人口数量为535人。